# Peel P50
La Peel P50 est une mini voiture à trois roues fabriquée de 1962 à 1965 par la société Peel Engineering Company sur l'Île de Man. Elle était vendue pour 199 Livres sterling et détient le record de la plus petite voiture jamais produite.
Elle a été le sujet d'un épisode de l'émission Top Gear, où Jeremy Clarkson en conduit une dans les locaux de la BBC à Londres, pour se moquer de son aspect minuscule, lui permettant de circuler dans des bureaux administratif. Le vidéaste français Amixem lui a également dédié deux vidéos où, avec son compagnon Étienne, ils passent une journée entière chacun dans une Peel P50.